# El cuaderno de Tomy
El cuaderno de Tomy (bra: O Caderno de Tomy) é um filme de drama argentino baseado em fatos reais escrito e dirigido por Carlos Sorín. É estrelado por Valeria Bertuccelli, Esteban Lamothe, Julián Sorín, Mauricio Dayub e Malena Pichot. Foi lançado em 24 de de novembro de 2020 pela Netflix.

## Sinopse
María Vázquez (Valeria Bertuccelli) é uma arquiteta que foi diagnosticada com câncer de ovário terminal e para enfrentar o resto de sua vida decide começar a escrever um livro para seu filho Tomy (Julián Sorín) de 4 anos de idade para  que não se esqueça dela e nem de seu amor por ele.

## Elenco
- Valeria Bertuccelli como María "Marie" Vázquez
- Esteban Lamothe como Federico Corona
- Julián Sorín como Tomás "Tomy" Corona
- Mauricio Dayub como Diego Vigna
- Malena Pichot como Maru
- Catarina Spinetta como Vera
- Carla Quevedo como Joy
- Anita Pauls como Agustina
- Mónica Antonópulos como Brenda
- Paola Barrientos como Paula
- Ana Katz como Roxi
- Romina Richi como Leticia
- Diego Gentile como Charlie
- Beatriz Spelzini como Silvia Molina
- Diego Reinhold como Hernán

## Recepção
No Rotten Tomatoes, o filme detém um índice de 80% de aprovação, com base em cinco críticas, com uma nota média de 6,30/10. Diego Batlle, do portal Otros Cines, disse sobre o filme que “dentro do subgênero das histórias sobre doenças terminais, devemos celebrar a qualidade artística e a nobreza com que El cuaderno de Tomy foi concebido".

## Prêmios e indicações
| Ano  | Prêmio                  | Categoria    | Indicado            | Resultado | Ref   |
| ---- | ----------------------- | ------------ | ------------------- | --------- | ----- |
| 2021 | Emmy Internacional 2021 | Melhor Atriz | Valeria Bertuccelli | Indicado  | [ 6 ] |